# Jesse Malin
Jesse Malin, född den 26 januari 1968 i Queens, New York, är en amerikansk singer-songwriter.
Malin började sin musikkarriär som tonåring i New York. 1993 startade han glampunkbandet D Generation där han var sångare i åtta år. Han har även spelat tillsammans med Ryan Adams i punkbandet The Finger.
Malins debutalbum som soloartist, The Fine Art of Self Destruction, kom ut i oktober 2002 och producerades av Ryan Adams. Det följdes av turné i England och USA. Andra albumet släpptes i juni 2005 och hette The Heat. Den tredje skivan Glitter in the Gutter kom ut den 20 mars 2007. Även på den samarbetade han med Ryan Adams, men även med Jakob Dylan, Josh Homme, Foo Fighters' Chris Shiflett och Bruce Springsteen.
I maj 2023 drabbades Malin av en stroke i ryggraden vilket gjorde honom förlamad från midjan och ner. I december 2024 genomförde han sin första konsert efter stroken och kunde då gå med hjälp av en rollator.

## Diskografi
Studioalbum
- 2002: The Fine Art of Self Destruction
- 2004: The Heat
- 2007: Glitter in the Gutter
- 2008: On Your Sleeve
- 2010: Love It to Life
- 2015: New York Before The War
- 2015: Outsiders

Livealbum
- 2008: Mercury Retrograde

EPs
- 2000: 169
- 2003: The Wendy EP
- 2017: Meet Me At The End Of The World